# Strange Bedfellows
Strange Bedfellows è un film del 2004 diretto da Dean Murphy.
È un film commedia australiano con Michael Caton e Paul Hogan  nel ruolo di due uomini eterosessuali  che si spacciano per una coppia omosessuale al fine di ottenere benefici finanziari da parte del governo.

## Trama
L'uomo d'affari divorziato Vince Hopgood vive in una piccola cittadina dell'Australia. Un giorno egli viene a conoscenza di un nuovo regime di risparmio fiscale di cui possono usufruire le coppie gay. Hopgood convince quindi il suo amico vedovo Ralph Williams ad unirsi a lui per formare una coppia gay fittizia.
L'investigatore del Fisco Russell McKenzie viene in città per indagare sul caso di Hopgood e Williams. I due amici cercano quindi di imitre il più fedelmente possibile il comportamento degli omosessuali e per questo visitano anche  un club per gay a Sydney.

## Produzione
Il film, diretto da Dean Murphy su una sceneggiatura dello stesso Murphy e di Stewart Faichney e su un soggetto di Sally Plant e Murphy, fu prodotto da Nigel Odell e David Redman per la Instinct Entertainment e girato ad Albury, a Sydney e a Yackandandah in Australia.

## Distribuzione
Il film fu distribuito in Australia dal 22 aprile 2004 al cinema dalla Instinct Distribution.
Altre distribuzioni:
- in Francia il 13 maggio 2004 (Cannes Film Market; distribuito poi in DVD)
- in Germania il 25 gennaio 2005 (Schräge Bettgesellen, in DVD)
- in Francia il 6 ottobre 2005 (in DVD)
- negli Stati Uniti il 15 ottobre 2005 (Reel Affirmations International Gay and Lesbian Film Festival)
- in Svezia il 19 ottobre 2005 (in DVD)
- in Russia il 21 agosto 2008 (in DVD)
- in Ungheria il 14 dicembre 2009 (Melegházi átverés, in TV su TV2)
- nel Regno Unito (I Now Pronounce You Vince and Ralph)
- in Brasile (in DVD)

## Promozione
Le tagline sono:
- "They're close mates, but not that close.".
- "A laugh OUT loud comedy".